# Ромни, Энн
Энн Ромни Лоис (урождённая Дэвис, р. 16 апреля 1949 года) — жена американского бизнесмена и политика Митта Ромни, кандидата в президенты на выборах в США 2012 года. С 2003 по 2007 год она была первой леди из штата Массачусетс, поскольку её муж был губернатором этого штата.
Она выросла в Блумфилд-Хиллз, штат Мичиган, в семье предпринимателя, и окончила там частную школу Кингсвуд, где и встретилась с Миттом Ромни. Она перешла в Церковь Иисуса Христа Святых последних дней в 1966 году. Она училась в Университете имени Бригама Янга, вышла замуж за Митта Ромни в 1969 году, а в 1975 году получила степень бакалавра искусств, специализируясь на Франции.
В качестве первой леди штата Массачусетс она служила в качестве связующего звена губернатора с федеральными религиозными инициативами. Она принимала участие в работе ряда детских благотворительных организаций, в том числе Operation Kids, и была активным участником в политической кампании её мужа во время президентских выборов 2008 года.
Имеет пять сыновей и восемнадцать внуков.